# E008 (trasa europejska)
E008 – trasa europejska łącznikowa (kategorii B), biegnąca przez Tadżykistan. Długość trasy wynosi 700 km.
Przebieg E008:  Duszanbe - Kulab - Kalaikhumb - Chorog - Murgab - Kulma - Kulmapasset